# Ga Cẩm Giàng
Ga Cẩm Giàng là một nhà ga xe lửa tại thị trấn Cẩm Giang thuộc huyện Cẩm Giàng, tỉnh Hải Dương. Nhà ga là một điểm của đường sắt Hà Nội - Hải Phòng và nối với ga Tuấn Lương với ga Cao Xá. Đã gắn liền với hội yêu văn Việt Nam qua truyện ngắn"Hai đứa trẻ" của Thạch Lam. Trước đây ngoài tuyến Đường sắt Hà Nội - Hải Phòng, nhà ga là còn là điểm bắt đầu của tuyến Đường sắt Phủ Ninh Giang - Cẩm Giàng (đường ray 600 mm) nhưng đã ngừng hoạt động từ đầu thế kỷ 20.